# Малишево (Хабаровський район)
Ма́лишево (рос. Малышево) — село у складі Хабаровського району Хабаровського краю, Росія. Адміністративний центр Малишевського сільського поселення.

## Населення
Населення — 871 особа (2010; 1075 у 2002).
Національний склад (станом на 2002 рік):
- росіяни — 90 %